# Nidulariaceae
Nidulariaceae là một họ nấm trong bộ Agaricales. Tên gọi thông thường của họ nấm này là nấm tổ chim.

## Miêu tả
Thể quả (fruit body) của nấm nhỏ, kích cỡ chiều cao từ 4 – 8 mm, chiều rộng từ 5 – 15 mm. Thể quả có dạng hình bát, bên trong chứa các vỏ nhỏ cuống bào tử (peridiole) có dạng như trứng.

## Tìm hiểu thêm
- Mushrooms of Northeastern North America (1997) ISBN 0-8156-0388-6
- Alexopolous, C.J., Charles W. Mims, M. Blackwell et al., Introductory Mycology, 4th ed. (John Wiley and Sons, Hoboken NJ, 2004) ISBN 0-471-52229-5
- Arora, David. (1986). "Mushrooms Demystified: A Comprehensive Guide to the Fleshy Fungi". 2nd ed. Ten Speed Press. ISBN 0-89815-169-4